# 林的徽
林的徽（英語：Kayden Lam Tik-fai，1989年9月9日—)，香港建制派政治人物，香港屯門區議會地區委員會界別議員，前民主黨區議員林頌鎧之子。

## 參選經歷

### 2023年區議會選舉
已擔任二十三年的時任屯門兆置區區議員林頌鎧打算於2023年香港區議會選舉後退休，於是交由兒子林的徽參選新設立的地區委員會界別。林氏最終以143票順利當選。

## 外部連結
- 屯門區議會 - 屯門區議會議員資料 林的徽先生 （页面存档备份，存于）

| 議會席位        | 議會席位                                       | 議會席位 |
| --------------- | ---------------------------------------------- | -------- |
| 前任： （首設） | 屯門區議會 地區委員會界別區議員 2024年1月1日－ |          |